# Tonkino
Tonkino (in russo Тонкино?) è un insediamento operaio della Russia europea centro-orientale, nell'oblast' di Nižnij Novgorod, centro amministrativo del rajon Tonkinskij.
Si trova 200 km a nord (in linea d'aria) di Nižnij Novgorod.